# Насимото-но-мия Мориоса
Принц Мориоса из линии Насимото (яп. 梨本宮 守脩親王 Насимото-но-мия Мориоса:,  16 декабря 1819, Киото — 2 декабря 1885, Токио) — 1-й глава дома Насимото-но-мия (1870—1885), представитель одной из младших ветвей японской императорской фамилии.

## Биография
Принц Мориоса родился в Киото. Десятый сын принца Фусими Кунииэ (1802—1872), главы дома Фусими-но-мия (1817—1848), старейшей из четырех ветвей (синнокэ) императорской династии, имеющих право претендовать на императорской престол в случае пресечения основной императорской линии престолонаследия.
Мориоса был усыновлен императором Кокаку (1780—1817), но затем стал буддийским священником в храме Эмман-ин. Он получил имя «Кадзи-но-мия» и должен был стать главой школы Тэндай.
После Реставрации Мэйдзи в 1868 году император Мэйдзи перевел его (вместе с другими имперскими принцами, проживающими в буддийских храмах) в светский статус. Он возобновил имя Мориоса. В 1870 году император Мэйдзи пожаловал ему титул Насимото-но-мия и разрешение на создание новой боковой линии императорского дома (окэ).
Принц Насимото Мориоса, будучи бездетным, усыновил своего племянника, принца Ямасина Кикумаро (1873—1908), старшего сына принца Ямасина Акиры (1816—1891), в качестве своего наследника. Насимото Мориоса скончался 2 декабря 1885 года. Принц Кикумаро отказался от должности и остался в семье Ямасина-но-мия, став вторым главой дома Ямасина-но-мия. Титул Насимото-но-мия перешел к другому племяннику Мориосы, принцу Куни Моримасе (1874—1951), четвертому сыну принца Куни Асахико.